# نيرا وايت
نيرا وايت (بالإنجليزية: Nera White) مواليد 15 نوفمبر 1935 في تينيسي - الوفاة 13 أبريل 2016، كانت لاعبة كرة سلة أمريكية. حققت المركز الأول في كأس العالم لكرة السلة للسيدات 1957. دخلت قاعة نايسميث التذكارية لمشاهير كرة السلة.

## الميداليات
| الميدالية | المسابقة                           |
| --------- | ---------------------------------- |
| ذهبية     | كأس العالم لكرة السلة للسيدات 1957 |

## روابط خارجية
- نيرا وايت على موقع الاتحاد الدولي لكرة السلة (الإنجليزية)
- نيرا وايت على موقع قاعة مشاهير كرة السلة للسيدات (الإنجليزية)
- نيرا وايت على موقع قاعة تينيسي للمشاهير الرياضية (الإنجليزية)